# Spermophorella maculatissima
Spermophorella maculatissima is een insect uit de familie van de Berothidae, die tot de orde netvleugeligen (Neuroptera) behoort. 
Spermophorella maculatissima is voor het eerst wetenschappelijk beschreven door Tillyard in 1916.